# Palazzo Arcivescovile (Crotone)

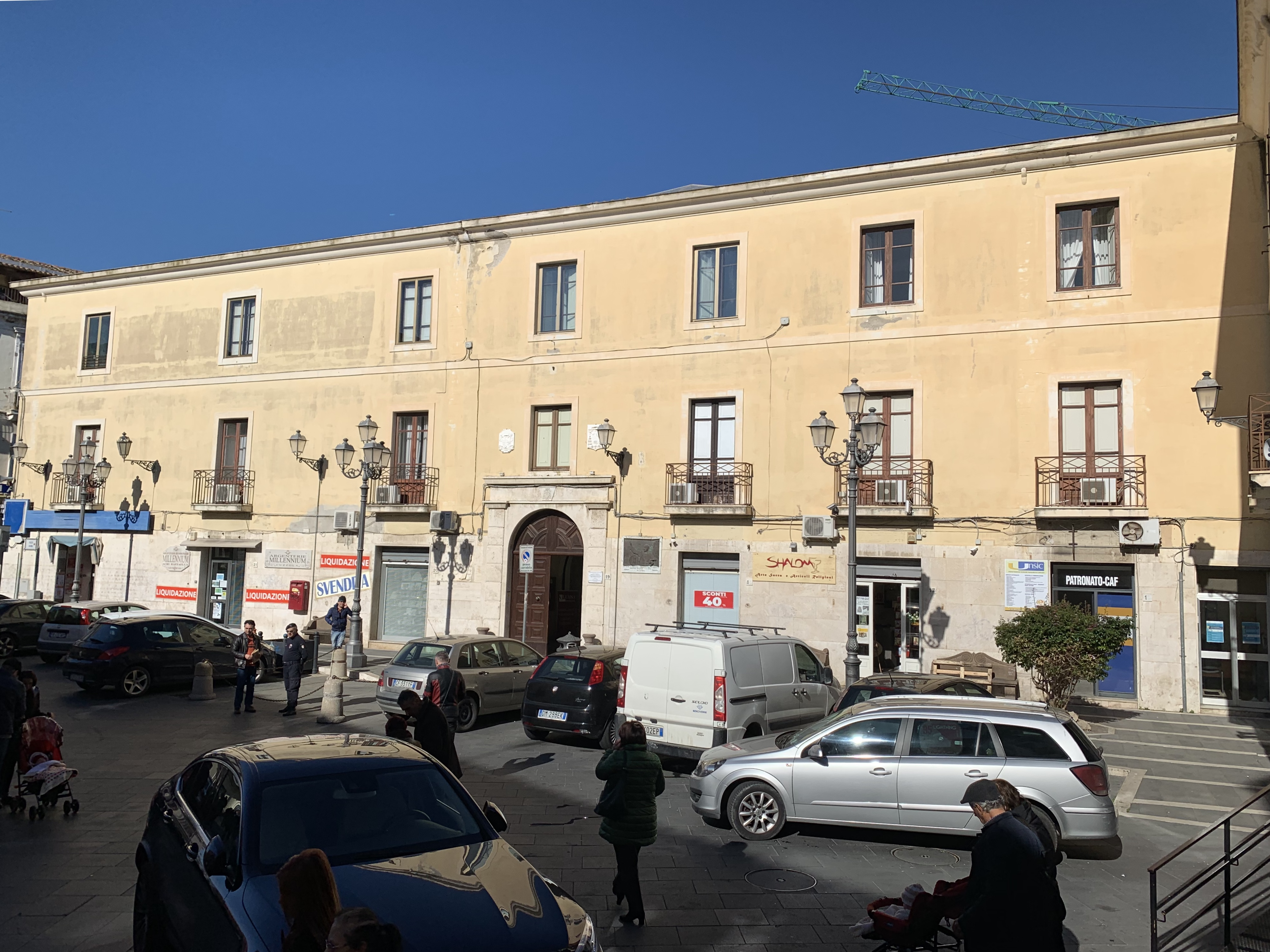
Palazzo Arcivescovile in Crotone

Der Palazzo Arcivescovile ist ein Palast aus dem 15. Jahrhundert im Zentrum von Crotone in der italienischen Region Kalabrien. Er ist die Bischofsresidenz des Erzbischofs von Crotone-Santa Severina und Sitz wichtigsten Büros der Diözesankurie. Die Hauptfassade zeigt zur Piazza Duomo; der Palast liegt gegenüber der Kathedrale auf Hausnummer 19.

## Geschichte
Der Palast wurde erstmals um das 15. Jahrhundert als erzbischöflicher Palast errichtet, aber über die Jahrhunderte mehrmals umgebaut und restauriert, da er durch Kriegsereignisse und Naturkatastrophen schwer beschädigt worden war.
Der erste Umbau des Palastes fällt in das 16. Jahrhundert, als Bischof Antonio Lucifero (1508–1521) einigen historischen Quellen nach sogar Baumaterialien des Tempels der Hera Lacinia, den er zu diesem Zweck hatte abreißen lassen, verwenden ließ. Am Ende der Arbeiten ließ er an der Hauptfassade sein bischöfliches Wappen anbringen.
Einen zweiten Umbau gab es im 17. Jahrhundert auf Betreiben des Bischofs Girolamo Carafa (1664–1683), ein Eingriff, der nach dem schrecklichen Erdbeben in Kalabrien im Jahre 1638 notwendig wurde. Es folgenden in späteren Jahrhunderten weitere Restaurierungsarbeiten, bis der Palast sein heutiges Aussehen erlangte.

### 20. Jahrhundert
Am 30. September 1986 erhielt das Gebäude den Titel eines erzbischöflichen Palastes infolge der Vereinigung der beiden Diözesen Crotone und Santa Severina, die nach dem Dekret Instantibus votis des Dikasteriums für die Bischöfe erfolgte. Beide Diözesen waren schon in persona episcopi (dt.: in Person des Bischofs) seit 1973 vereinigt, wurden aber später mit der Formel plena unione (dt.: in vollständiger Vereinigung) vereinigt.